# Mürrenbachwaterval

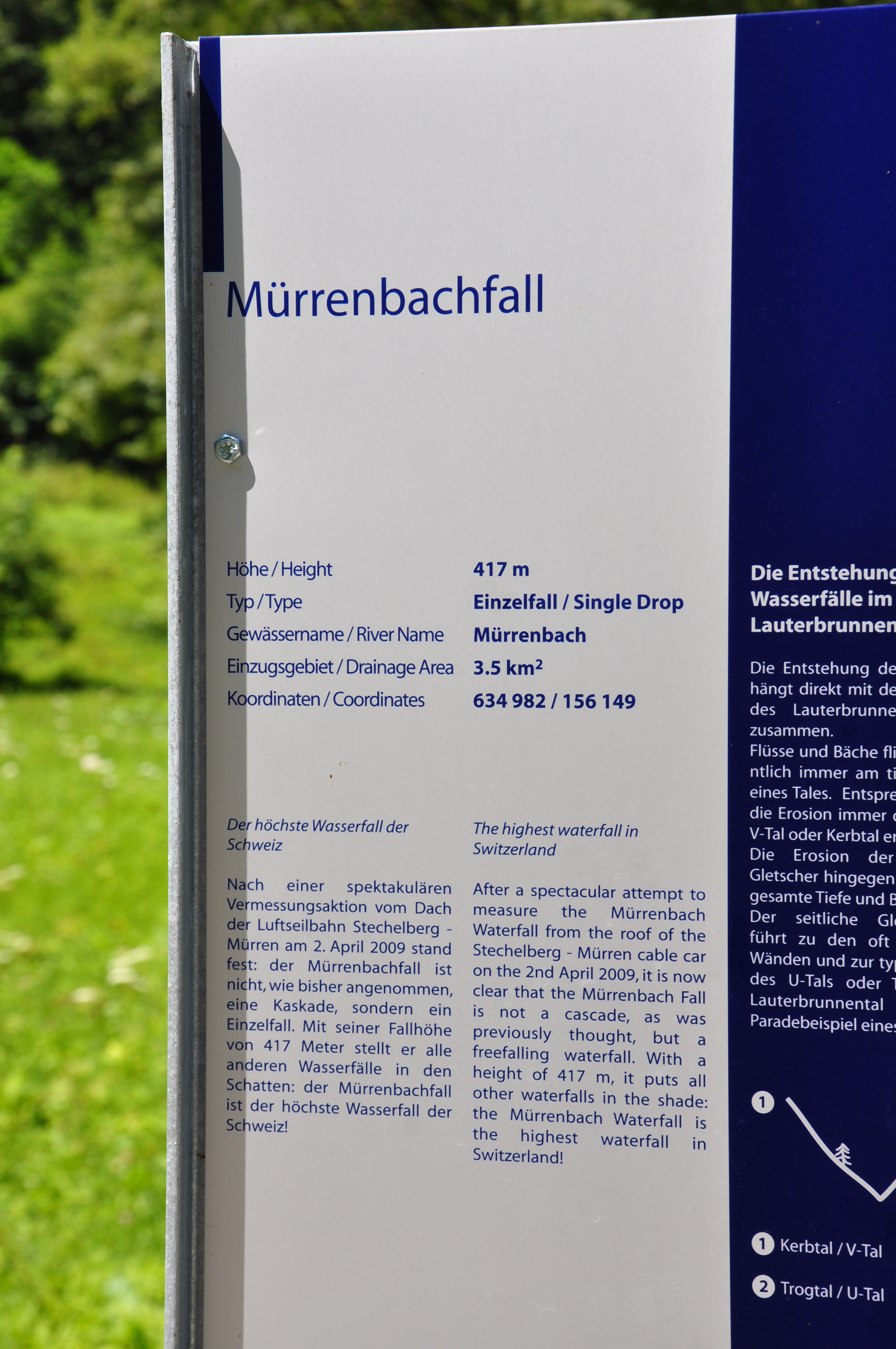
Informatiebord bij de Mürrenbachwaterval

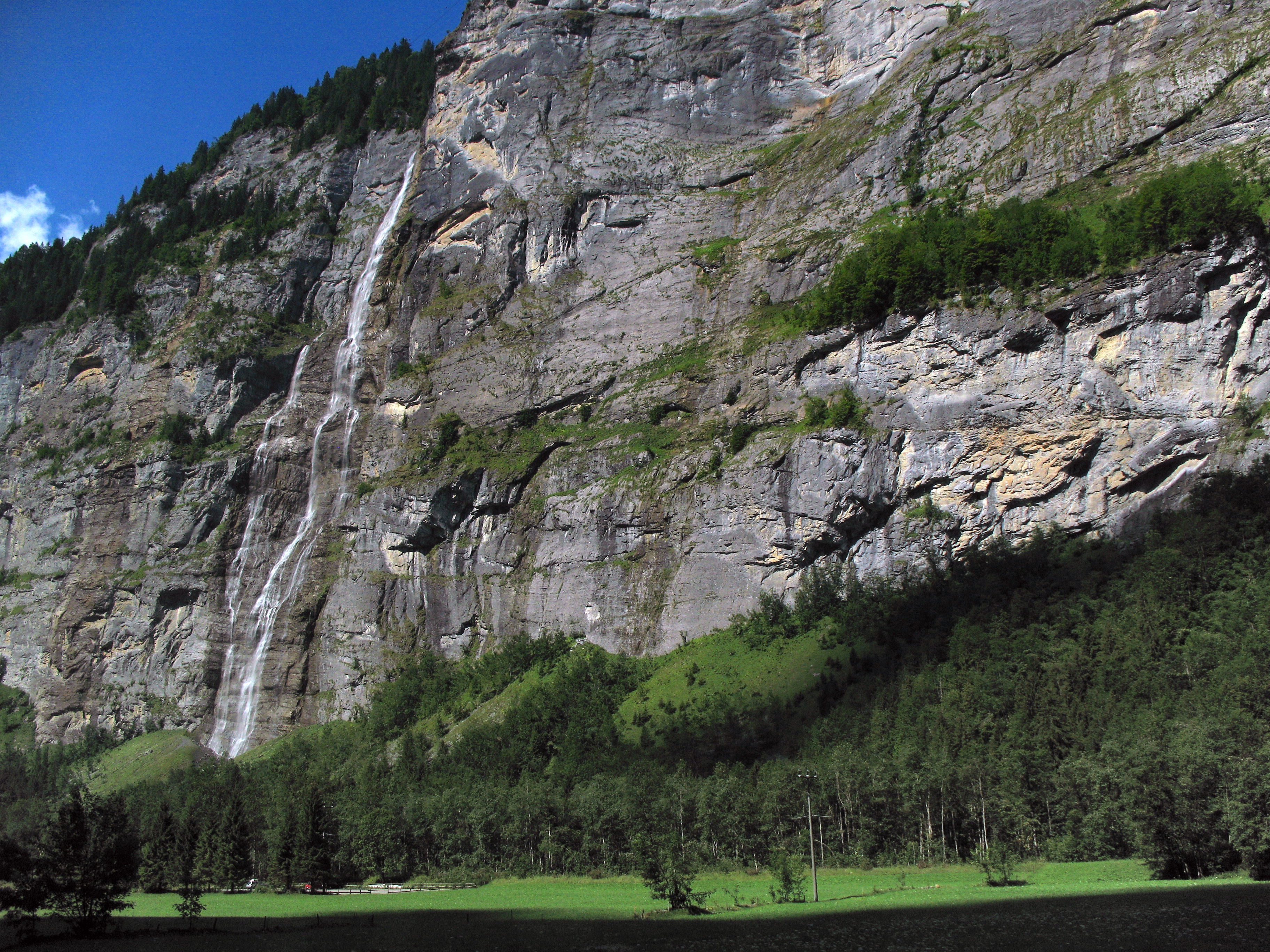
Zicht van het noorden op de Mürrenbeek

De Mürrenbachwaterval is een waterval in het Lauterbrunnental in het Berner Oberland, Zwitserland. De Mürrenbach, die boven Mürren ontspringt, passeert het dorp aan de zuidkant en stort daar over de hoge rotswand van het trogdal tot bijna op de dalboden neer. Zij is een zijbeek aan de linkerkant van de Witte Lütschine met een stroomgebied van 3,5 vierkante kilometer. Volgens onderzoeken uit het jaar 2009 geldt de Mürrenbachwaterval met een valhoogte van 417 meter als de hoogste waterval van Zwitserland. Daarbij werd de Mürrenbachwaterval, die daarvoor als cascade gold, door geografen tot een enkele val geherdefinieerd, omdat zij door precieze waarnemingen geen horizontale vlakken in de val konden vinden. Deze horizontale delen zijn typisch voor een cascade. Deze toekenning is echter niet volkomen eenduidig. De op een na hoogste waterval in Zwitserland is de Serenbachfall II, die 305 meter hoog is.
De Mürrenbachwaterval is geen vrij vallende waterval vanaf een overhangende rots zoals bijvoorbeeld de ook in het Lauterbrunnental gelegen Staubbachwaterval, die als waterval met de hoogste vrije val geldt. Het water valt hier langs de bijna loodrechte rots van de Mürrenfluh naar beneden.
Naast de hoofdwaterval zijn er nog diverse andere watervallen van de Mürrenbach, zodat vaak over de Mürrenbachwatervallen gesproken wordt, die tezamen in meerdere etappen 750 meter diep in het dal storten. Het punt waar de hoofdwaterval inslaat op de beek in het dal ligt op ongeveer 920 meter hoogte.

De waterval bevindt zich vlak bij het dalstation van Luftseilbahn Stechelberg-Mürren-Schilthorn in Stechelberg, waar de Mürrenbach in de Lütschine uitmondt. Zij is ook goed vanuit de kabelbaan te zien.

## Literatur
- Christian Schwick, Florian Spichtig (2012). Die Wasserfälle der Schweiz. Das grosse Wanderbuch. AT Verlag, Aarau, pp. 143. ISBN 978-3-03800-321-2.

## Weblinks
- World of Waterfalls: Murrenbach Falls
- Panorama-afbeelding